# IL i BUL
L'IL i BUL, de nom complet Idrottslaget i Bondeungdomslaget i Oslo, est une association sportive norvègienne basé à Oslo.
Le club est l'un des plus importants clubs sportifs norvégiens en ski ainsi qu'en athlétisme. Le club a remporté à cinq reprises la coupe de Norvège féminine de football.
L'association est membre du Bondeungdomslaget i Oslo (no).

## Historique
Le club a été fondé le 8 janvier 1913. Le club a été la première association membre de la Fédération des sports de Norvège à accueillir des personnes en situation de handicap mental.

## Organisation d'événements
L'IL i BUL, le SK Vidar (en) et le IK Tjalve (en) ont décidé de former en 1965 la Bislett Alliance. Cette alliance organise les Bislett Games.

## Résultats

### Sportifs
Les clubs a compté dans ses rangs de nombreux athlètes. Les plus connus sont : Johan Grøttumsbråten et Odd Martinsen en ski nordique, Åge Hadler et Ingrid Hadler (en) en course d'orientation, Bjørn Bang Andersen (en), Thor Helland (en), Mona Evjen (no), Audun Garshol (en), Ingrid Kristiansen, Khalid Skah, Jaysuma Saidy Ndure et Ezinne Okparaebo en  athlétisme. 
Olaf Helset et Ivar Egeberg (en) ont également été membre du club.  

### Palmarès
Le club a remporté à cinq reprises la coupe de Norvège féminine de football.  